# Poitea plumierii
Poitea plumierii är en ärtväxtart som beskrevs av Ignatz Urban. Poitea plumierii ingår i släktet Poitea och familjen ärtväxter. Inga underarter finns listade i Catalogue of Life.